# Prosopis farcta

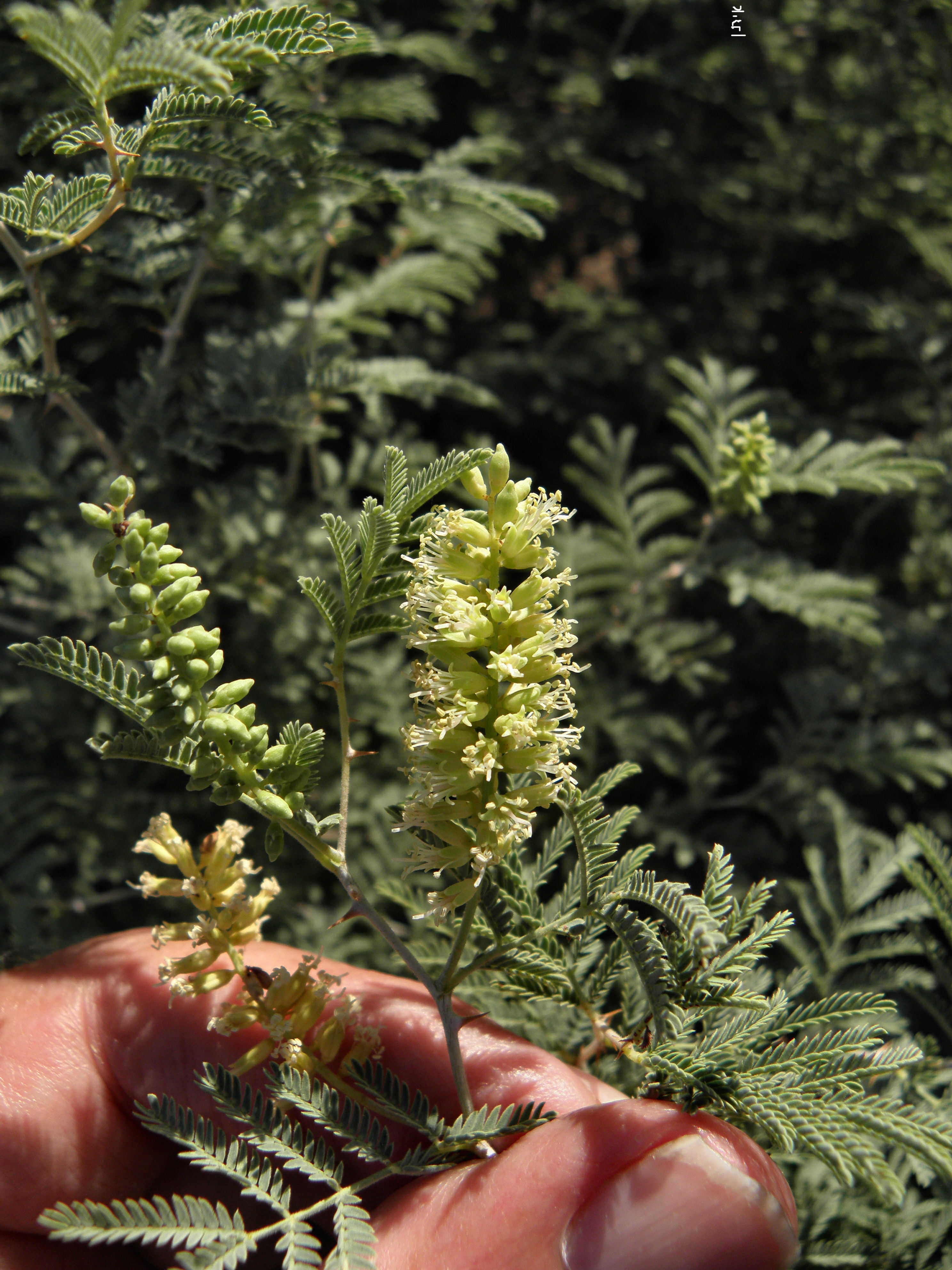
Blütenstand

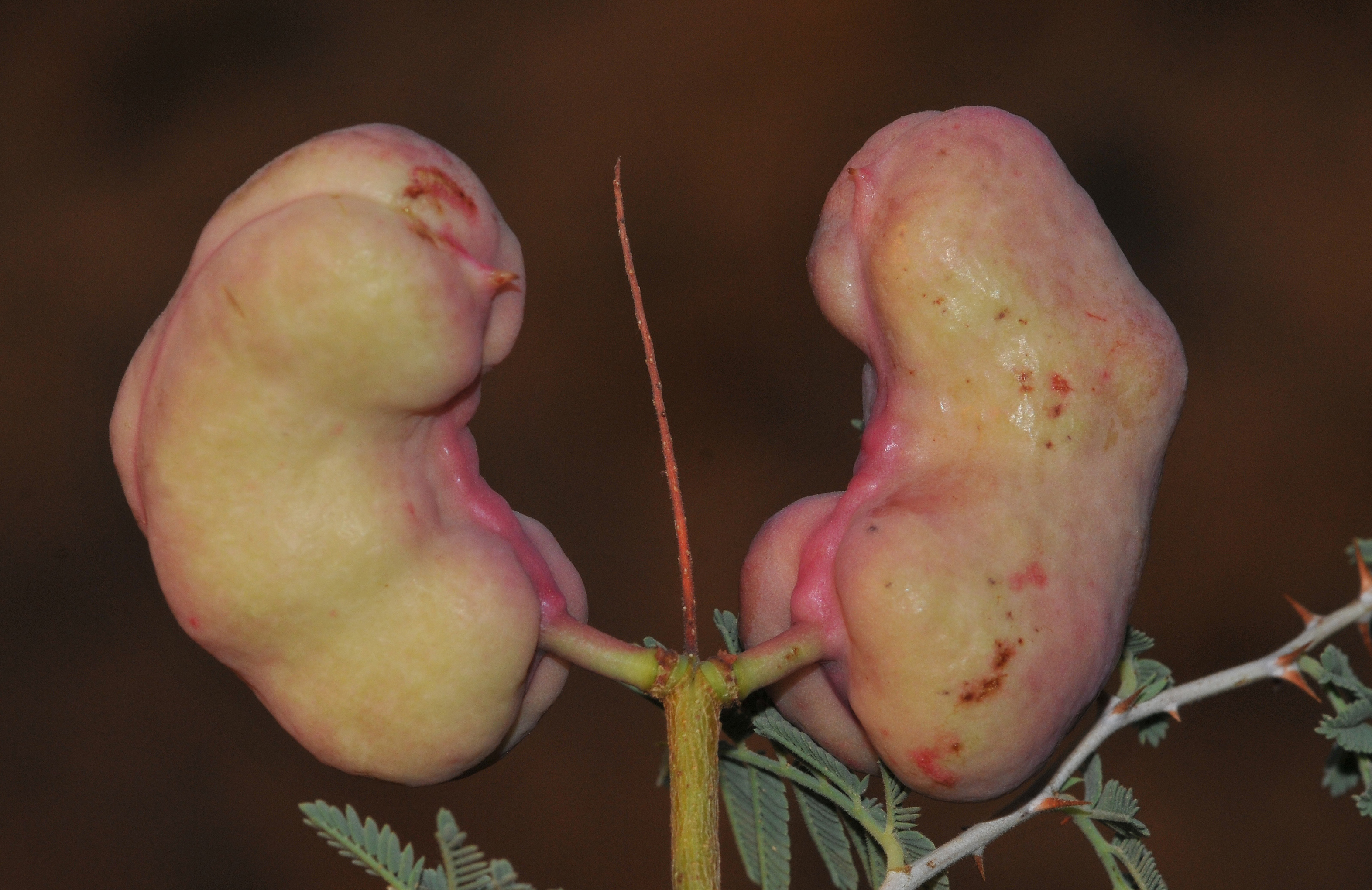
Früchte

Prosopis farcta ist eine Pflanzenart aus der Unterfamilie der Mimosengewächse (Mimosoideae).

## Beschreibung
Prosopis farcta ist ein niedriger, buschiger und reich verzweigter, salztoleranter Strauch, Zwergstrauch oder Halbstrauch, eine Halophyte, der bis 0,5–3 Meter hoch wächst, manchmal klettert er auch Meter hoch an anderen Bäumen empor. Die Zweige sind dünn, flaumig und weißlich. An ihren Internodien befinden sich spitze Dornen. Die Wurzeln können über 15 Meter tief herabreichen.
Die kurz gestielten Laubblätter sind doppelt gefiedert. Jedes Blatt besitzt 3 bis 5 Paare Fiedern erster Ordnung, welche ungefähr 1,5 bis 2,2 Zentimeter lang sind. Die Fiedern erster Ordnung bestehen wiederum aus 9 bis 15 Paaren Fiederblättchen zweiter Ordnung. Die abfallenden Nebenblätter sind frei und seitlich angeordnet sowie bis 6 Millimeter lang. Die Blattspindel (Rhachis) ist 1,8 bis 3 Zentimeter lang, der Blättchenstiel 1 Millimeter. Die ganzrandige, meist behaarte bis kahle Blättchenspreite ist bis 7 Millimeter lang und bis 2 Millimeter breit, eilanzettlich, sehr ungleichseitig und spitz. 
Die achselständigen, dichten Trauben sind 6 bis 10 Zentimeter lang. Die zwittrigen Blüten mit doppelter Blütenhülle sind fünfzählig. Der Blütenstiel ist 1 Millimeter lang. Der kleine, kahle Kelch ist ungefähr 0,8–1 Millimeter lang und fast kahl. Die Kelchzähne sind winzig. Die gelbe bis orange oder cremefarbene Krone misst ungefähr 3–4 Millimeter oder etwas mehr. Es sind 10 etwas vorstehende Staubblätter und ein oberständiger Stempel vorhanden.
Die kleinen, mehrsamigen, nicht öffnenden Hülsenfrüchte messen 1,2 bis 2,5, selten bis 4,5 Zentimeter in der Länge und 1,2, selten bis 2,3 Zentimeter in der Dicke. Sie sind wulstig, länglich, gerade oder gebogen, bis birnenförmig oder rundlich, dunkelbraun, stumpf, runzelig und sind plötzlich zum Stiel hin verschmälert. Das trockene Mesocarp ist schwammig, mehlig. Die braunen, abgeflachten und eiförmigen Samen sind hart.
Die Blütezeit reicht von April bis September.
Die Chromosomenzahl beträgt 2n = 28 oder 56.

## Vorkommen
Das Verbreitungsgebiet umfasst die Türkei, Zypern, von Algerien bis nach Israel, Palästina, Jordanien, Syrien, Arabien, Irak, Afghanistan, Pakistan sowie Teile Kaukasiens, Zentralasien, Iran bis nach Indien.

## Systematik
Synonyme sind:
- Mimosa farcta Banks & Sol.
- Mimosa stephaniana M.Bieb.
- Prosopis stephaniana (M.Bieb.) Kunth ex Spreng.

## Nutzung
Kamele, Schafe und Ziegen fressen junge Pflanzenteile. Die Samen sollen medizinische Wirkungen haben.